# Thaleischweiler-Fröschen
Thaleischweiler-Fröschen település Németországban, Rajna-vidék-Pfalz tartományban. Lakosainak száma 3218 fő (2023. december 31.).

## Népesség
A település népességének változása:
| Lakosok száma | 4049 | 3375 | 3317 | 3256 | 3228 | 3200 | 3218 |
|               | 1975 | 2015 | 2017 | 2019 | 2021 | 2022 | 2023 |